# Calcio Chiasiellis 2010-2011
Questa voce raccoglie le informazioni riguardanti l'Associazione Sportiva Dilettantistica Calcio Chiasiellis nelle competizioni ufficiali della stagione 2010-2011.

## Organigramma societario
Area tecnica
- Allenatore: Maurizio Talotti
- Allenatore in seconda: Paolo Nadalet
- Preparatore atletico: Michele Treppo
- Fisioterapista: Davide Zorzenone

## Rosa
Rosa e ruoli sono tratti dal sito Football.it
| N. |                   | Ruolo | Calciatrice            |
| -- | ----------------- | ----- | ---------------------- |
|    | Italia (bandiera) | P     | Gloria Baradel         |
|    | Italia (bandiera) | P     | Stefania Blancuzzi     |
|    | Italia (bandiera) | P     | Rita Carmela Caravilla |
|    | Italia (bandiera) | D     | Martina Bellan         |
|    | Italia (bandiera) | D     | Sara Bortolus          |
|    | Italia (bandiera) | D     | Laura Donghi           |
|    | Italia (bandiera) | D     | Sara Gama              |
|    | Italia (bandiera) | D     | Elisa Lavia            |
|    | Italia (bandiera) | D     | Piera Cassandra Maglio |
|    | Italia (bandiera) | D     | Elena Rivolta          |
|    | Italia (bandiera) | D     | Giorgia Simonato       |
|    | Italia (bandiera) | C     | Valeria Degano         |

| N. |                   | Ruolo | Calciatrice         |
| -- | ----------------- | ----- | ------------------- |
|    | Italia (bandiera) | C     | Michela Greco       |
|    | Italia (bandiera) | C     | Tea Podorecca       |
|    | Italia (bandiera) | C     | Silvia Sedonati     |
|    | Italia (bandiera) | C     | Alessia Spilotti    |
|    | Italia (bandiera) | C     | Evelyn Vicchiarello |
|    | Italia (bandiera) | C     | Sonia Zanella       |
|    | Italia (bandiera) | A     | Elena Cester        |
|    | Italia (bandiera) | A     | Elisa Colle         |
|    | Italia (bandiera) | A     | Priscilla Del Prete |
|    | Italia (bandiera) | A     | Karin Mantoani      |
|    | Italia (bandiera) | A     | Cristina Miani      |
|    | Italia (bandiera) | A     | Michela Zanetti     |

## Calciomercato
|  |

| Cessioni | Cessioni        | Cessioni | Cessioni   |
| R.       | Nome            | a        | Modalità   |
| -------- | --------------- | -------- | ---------- |
| C        | Alessia Tuttino | Roma CF  | definitivo |

## Risultati

### Serie A

#### Girone di andata
| Arbitro: | Tommaso Sattin (Rovigo) |

|                               |           |                                   |
| Gabbiadini 48’ De Stefano 62’ | Marcatori | 65’, 79’ (rig.), 90’ Vicchiarello |

| Mortegliano 9 ottobre 2010 2ª giornata | Chiasiellis                   | 0 – 0 referto | Torino | Stadio Comunale\| Arbitro: \| Fabrizio Marchetti (Tolmezzo) \| |
| Arbitro:                               | Fabrizio Marchetti (Tolmezzo) |               |        |                                                                |

| Arbitro: | Diego Provesi (Treviglio) |

|                               |           |                  |
| Sabatino 4’, 62’ Ferrandi 72’ | Marcatori | 66’ Vicchiarello |

| Arbitro: | Matteo Borzani (Trieste) |

|                                         |           |  |
| Vicchiarello 2’ Greco 8’, 80’ Miani 45’ | Marcatori |  |

| Arbitro: | Francesco Forneau (Roma) |

|                                         |           |                   |
| Panico 58’, 76’ Fuselli 63’ Manieri 92’ | Marcatori | 44’, 65’ Bortolus |

| Arbitro: | Gianluca Sartori (Vicenza) |

|                  |           |  |
| Vicchiarello 73’ | Marcatori |  |

| Arbitro: | Massimo Verga (Bergamo) |

|  |           |                            |
|  | Marcatori | 83’ Iuculano 87’ Minciullo |

| Arbitro: | Francesco Braccagni (Siena) |

|                              |           |                        |
| Croce 10’ Mastrovincenzo 75’ | Marcatori | 63’ Zanetti 76’ Cester |

| Mortegliano 2 febbraio 2011 9ª giornata | Chiasiellis                   | 0 – 0 referto | Mozzanica | Stadio Comunale\| Arbitro: \| Fabrizio Marchetti (Tolmezzo) \| |
| Arbitro:                                | Fabrizio Marchetti (Tolmezzo) |               |           |                                                                |

| Arbitro: | Alessandro Capovilla (Verona) |

|                  |           |                                     |
| Dallagiacoma 20’ | Marcatori | 53’ Greco 82’ (aut.) Schroffenegger |

| Arbitro: | Matteo Borzani (Trieste) |

|                  |           |  |
| Vicchiarello 25’ | Marcatori |  |

| Arbitro: | Nicola Badoer (Castelfranco Veneto) |

|                |           |  |
| Mascanzoni 35’ | Marcatori |  |

| Arbitro: | Daniel Amabile (Vicenza) |

|               |           |  |
| Del Prete 56’ | Marcatori |  |

#### Girone di ritorno
| Arbitro: | Enzo Esposito (Tolmezzo) |

|             |           |                                                          |
| Zanetti 60’ | Marcatori | 13’ Girelli 30’ Cassanelli 68’ De Stefano 79’ Battocchio |

| Arbitro: | Alessandro Poser (Aosta) |

|  |           |            |
|  | Marcatori | 57’ Maglio |

| Arbitro: | Graziella Pirriatore (Bologna) |

|  |           |                                       |
|  | Marcatori | 30’ Sabatino 75’ Alborghetti 89’ Boni |

| Arbitro: | Michele Frasca (Sulmona) |

|  |           |                       |
|  | Marcatori | 51’ Donghi 84’ Cester |

| Arbitro: | Matteo Borzani (Trieste) |

|                         |           |                 |
| Vicchiarello 77’ (rig.) | Marcatori | 68’, 73’ Panico |

| Arbitro: | Daniele Marchi (Bologna) |

|                     |           |                  |
| Colzi 43’ Mason 85’ | Marcatori | 30’ Vicchiarello |

| Arbitro: | Matteo Guddo (Palermo) |

|           |           |                         |
| Morra 87’ | Marcatori | 42’ (rig.) Vicchiarello |

| Arbitro: | Federico Iannone (Udine) |

|                  |           |                                    |
| Vicchiarello 72’ | Marcatori | 10’, 54’ Mastrovincenzo 27’ Crespi |

| Arbitro: | Andrea Zingrillo (Verona) |

|                         |           |                  |
| Piccinno 40’ Perini 63’ | Marcatori | 57’ Vicchiarello |

| Arbitro: | Nicola Badoer (Castelfranco Veneto) |

|  |           |               |
|  | Marcatori | 56’ Cavallini |

| Roma 7 maggio 2011 24ª giornata | Roma CF                    | 0 – 0 referto | Chiasiellis | \| Arbitro: \| Aristide Capraro (Cassino) \| |
| Arbitro:                        | Aristide Capraro (Cassino) |               |             |                                              |

| Arbitro: | Gianluca Sartori (Padova) |

|                                              |           |                         |
| Bortolus 15’ Vicchiarello 38’, 87’ Miani 61’ | Marcatori | 36’ Capovilla 67’ Lotto |

| Arbitro: | Andrea Giuseppe Zanonato (Vicenza) |

|                                                        |           |  |
| Parisi 48’, 52’ Brumana 57’, 81’ Mauro 60’ Bonetti 74’ | Marcatori |  |

### Coppa Italia

#### Terzo turno
| ottobre 2010 | Pordenone | 1 – 2 | Chiasiellis |  |

#### Ottavi di finale
| Mortegliano ottobre 2010          | Chiasiellis | 0 – 1 | Graphistudio Tavagnacco | Stadio Comunale |
| \| \| \| \| \| \| Marcatori \| \| |             |       |                         |                 |
|                                   |             |       |                         |                 |
|                                   | Marcatori   | Gol   |                         |                 |

## Statistiche

### Statistiche di squadra
| Competizione | Punti | In casa | In casa | In casa | In casa | In casa | In casa | In trasferta | In trasferta | In trasferta | In trasferta | In trasferta | In trasferta | Totale | Totale | Totale | Totale | Totale | Totale | DR  |
| Competizione | Punti | G       | V       | N       | P       | Gf      | Gs      | G            | V            | N            | P            | Gf           | Gs           | G      | V      | N      | P      | Gf     | Gs     | DR  |
| ------------ | ----- | ------- | ------- | ------- | ------- | ------- | ------- | ------------ | ------------ | ------------ | ------------ | ------------ | ------------ | ------ | ------ | ------ | ------ | ------ | ------ | --- |
| Serie A      | 32    | 13      | 5       | 2       | 6       | 14      | 17      | 13           | 4            | 3            | 6            | 16           | 24           | 26     | 9      | 5      | 12     | 30     | 41     | -11 |
| Coppa Italia | -     | 1       | 0       | 0       | 1       | 0       | 1       | 1            | 1            | 0            | 0            | 2            | 1            | 2      | 1      | 0      | 1      | 2      | 2      | 0   |
| Totale       | -     | 14      | 5       | 2       | 7       | 14      | 18      | 14           | 5            | 3            | 6            | 18           | 25           | 28     | 10     | 5      | 13     | 32     | 43     | -11 |

### Statistiche delle giocatrici
| Giocatore | Serie A  | Serie A | Serie A     | Serie A    | Coppa Italia | Coppa Italia | Coppa Italia | Coppa Italia | Totale   | Totale | Totale      | Totale     |
| Giocatore | Presenze | Reti    | Ammonizioni | Espulsioni | Presenze     | Reti         | Ammonizioni  | Espulsioni   | Presenze | Reti   | Ammonizioni | Espulsioni |
| --------- | -------- | ------- | ----------- | ---------- | ------------ | ------------ | ------------ | ------------ | -------- | ------ | ----------- | ---------- |